# مچیی دو
مچیی دو (به صربی: Mečji Do) یک منطقهٔ مسکونی در صربستان است که در سورییگ واقع شده‌است. مچیی دو ۴۴ نفر جمعیت دارد.